# Киби-но Макиби
Киби-но Макиби, также Киби, Киби Макиби, Киби Маби и т. д. (яп. 吉備真備 Киби-но Макиби, ок. 693/695 — 3 ноября 775) — японский учёный, поэт, государственный деятель и дипломат периода Нара. Известен также как Киби Дайдзин («Министр Киби»).
Он родился в провинции Биттю, в посёлке Маби уезда Киби (теперь город Курасики, префектура Окаяма). Киби — название города или местности, откуда он был родом.
В 716 году он отправился в Китай вместе с Абэ-но Накамаро и буддийским монахом Гэмбо для обучения и провёл там 20 лет. Домой он привёз из Китая игру «го», искусство вышивания и биву (музыкальный инструмент, род китайской лютни), которые прочно укоренились затем в Японии. Второй раз он поехал в Китай как вице-посол в 751 году и, по возвращении, в 753 году был назначен помощником администратора острова Кюсю. С той поры он всё время поднимался лестнице государственной службы, дойдя до звания министра юстиции. В 771 году он ушёл в отставку, посвятив себя исследованию конфуцианских принципов и их применения в японской государственной системе. Киби умер в 775 году.
Ему принадлежит заслуга распространения в Японии многих достижений китайской науки, искусства и прикладных ремёсел той поры. Киби иногда приписывали изобретение катаканы, фонетической слоговой азбуки.
Ему приписываются также поэтические произведения в жанре вака (танка). Так, Ханс Бетге в своём сборнике «Японская весна» (1911) поместил свой перевод «Frühlings Ende. Kibino», послуживший источником нескольких русских переводов, среди авторов которых А. Брандт:
Вот летний ветер все цветы раз-

веял. Он побледневшую весну похоронил,

и сладкий запах сливового цвета лишь

шёлковый рукав мой сохранил, как сон

весенний среди лета.
и П. Сухотин:
Ветры все листья давно оборвали,

Рано поблекнув, весенние дни миновали.

Лишь в рукаве моем шёлковом жив

Сладостный запах цветов моих слив.